# Vic Perrin
Victor Herbert Perrin (n. 26 aprilie 1916, Menomonee Falls⁠(d), Comitatul Waukesha, Wisconsin, SUA – d. 4 iulie 1989, Los Angeles, California, SUA) a fost un actor american de radio, film și televiziune, probabil cel mai notabil pentru că a interpretat „Vocea de control” („Control Voice”) în versiunea originală a serialului de televiziune La Limita Imposibilului (1963–1965), începând cu episodul „The Galaxy Being”. A fost, de asemenea, scenarist radio, precum și narator în filme de lungmetraj și pentru proiecte speciale de divertisment și educaționale, cum ar fi atracțiile originale Epcot Nava spațială Pământ și Universul Energiei de la Walt Disney World Resort din Florida.

## Filmografie

### Film
| An   | Titlu                  | Rol                                | Note                                                    |
| ---- | ---------------------- | ---------------------------------- | ------------------------------------------------------- |
| 1947 | Magic Town             | Elevator Starter                   | Nemenționat                                             |
| 1950 | Outrage                | Andy                               |                                                         |
| 1952 | Don't Bother to Knock  | Elevator Operator                  | Nemenționat                                             |
| 1952 | The Iron Mistress      | Gambling House Attendant           | Nemenționat                                             |
| 1953 | The System             | Little Harry Goubenek              |                                                         |
| 1953 | Julius Caesar          | Hoodlum                            | Nemenționat                                             |
| 1953 | The Twonky             | TV Salesman                        | Nemenționat                                             |
| 1953 | Forever Female         | Scenic Designer                    |                                                         |
| 1954 | Riding Shotgun         | Bar-M Rider with Lynching Rope     |                                                         |
| 1954 | Dragnet                | Deputy D.A. Adolph Alexander       |                                                         |
| 1954 | Black Tuesday          | Dr. Hart                           |                                                         |
| 1959 | City of Fear           | Radio Announcer                    | Nemenționat                                             |
| 1960 | Spartacus              | Narator                            | Nemenționat                                             |
| 1962 | Gorath                 |                                    | Voce                                                    |
| 1963 | Heavenly Bodies!       | Narator                            | Nemenționat                                             |
| 1963 | Wall of Noise          | Louie the Brain                    | Nemenționat 1964-1965 "Jonny Quest" Dr. Zin" 4 episodes |
| 1965 | Joy in the Morning     | Law Professor                      | Nemenționat                                             |
| 1966 | The Singing Nun        | Farmer in Accident with Sister Ann | Nemenționat                                             |
| 1966 | One Million Years B.C. | Narator                            | Nemenționat                                             |
| 1966 | The Bubble             | Taxi Driver                        |                                                         |
| 1968 | Vixen!                 | Narrator                           | Voce, Nemenționat                                       |
| 1968 | Bullitt                |                                    | Voce, Nemenționat                                       |
| 1970 | Airport                | Crabby Man                         | Nemenționat                                             |
| 1970 | Zig Zag                | Fingerprint Expert                 | Nemenționat                                             |
| 1972 | Gargoyles              | Gargoyle Leader                    | Nemenționat, Voce                                       |
| 1973 | The Deadly Trackers    |                                    | Voce, Nemenționat                                       |
| 1974 | The Take               | Radio Announcer                    | Nemenționat                                             |
| 1974 | The Klansman           | Hector                             |                                                         |
| 1975 | The Hindenburg         | Travel Agency's Representative     | Nemenționat                                             |
| 1977 | Black Oak Conspiracy   | Mr. Finch                          |                                                         |
| 1979 | Heidi in the Mountains | Grandfather / The Doctor / Postman | English version, Voce                                   |
| 1984 | Gallavants             | Teetor                             | Voce                                                    |

### Televiziune (selecție)
| An        | Titlu                                       | Rol                    | Notes                                             |
| --------- | ------------------------------------------- | ---------------------- | ------------------------------------------------- |
| 1955–1958 | Sergeant Preston of the Yukon               | Narator                | 48 episoade, voce, nemenționat                    |
| 1956      | Gunsmoke                                    | Hank Springer          | Episodul "No Handcuffs"                           |
| 1957      | Gunsmoke                                    | Wilbur Haskins         | Episodul "What The Whiskey Drummer Heard"         |
| 1957      | Have Gun - Will Travel                      | Rheinhart              | Episodul "Winchester Quarantine"                  |
| 1958      | Wanted Dead or Alive                        | Willie Jo Weems        | Episodul "Fatal Memory"                           |
| 1960      | The Twilight Zone                           | Martian                | Episodul "People Are Alike All Over"              |
| 1960      | Have Gun - Will Travel                      | Arnold                 | Episodul "Show of Force"                          |
| 1960      | Have Gun - Will Travel                      | Storekeeper Frazier    | Sezonul 3, Episodul 21 "The Night the Town Died"  |
| 1960      | Have Gun - Will Travel                      | Sheriff Cooley         | Episodul "The Campaign of Billy Banjo"            |
| 1961      | Have Gun - Will Travel                      | Drunk                  | Episodul "Everyman"                               |
| 1963      | The Twilight Zone                           | Jim – Trooper          | Episodul "Ring-a-Ding Girl"                       |
| 1964      | Gunsmoke                                    | Henry Huckaby          | Episodul "The Promoter"                           |
| 1963–1965 | The Outer Limits                            | Control Voice          | 49 episoade, voce, nemenționat                    |
| 1966      | Dragnet 1966                                | Don Negler             | film TV, transmis în 1969                         |
| 1967      | Mannix 1967                                 | Tony - Syndicate Boss  | Sezonul 1 Episodul 2 "Skid Marks on a Dry Run     |
| 1967      | Star Trek                                   | Metron                 | Episodul "Arena"; voce, nemenționat               |
| 1967      | Star Trek                                   | Nomad                  | Episodul "The Changeling", voce                   |
| 1967      | Star Trek                                   | Tharn                  | Episodul "Mirror, Mirror"                         |
| 1971      | Adam-12                                     | Everett Jones – Victim |                                                   |
| 1977      | Wonder Woman                                | Gorel                  | Episodul "Judgment from Outer Space: Parts 1 & 2" |
| 1979      | Buck Rogers in the 25th Century             | Draconia PA Announcer  | Episodul "Awakening", voce, nemenționat           |
| 1981      | Buck Rogers in the 25th Century             | First Guardian         | Episodul "The Guardians"                          |
| 1982      | Flash Gordon: The Greatest Adventure of All | Prince Vultan          | film TV                                           |